# Lijst van spelers van Jong Ajax
Dit is een lijst van voetballers die minimaal één officiële wedstrijd hebben gespeeld in het elftal van Jong Ajax, het tweede elftal van de Nederlandse voetbalclub Ajax. Alleen spelers die een officiële wedstrijd voor Jong Ajax hebben gespeeld, sinds de toetreding tot de voetbalpiramide in 2013, zijn opgenomen in deze lijst.
Jussi Kujala , Finland

## A
- Abdallah Aberkane
- Noah Abid
- Lasse Abildgaard
- Elton Acolatse
- Olivier Aertssen
- Oualid Agougil
- Norbert Alblas
- Gerald Alders
- Lucas Andersen
- Djavan Anderson
- Avery Appiah
- Gastón Ávila
- Amourricho van Axel Dongen

## B
- Youri Baas
- Navajo Bakboord
- Danny Bakker
- Mitchel Bakker
- Boureima Hassane Bandé
- Jaydon Banel
- Emran Barakzai
- Markus Bay
- Riechedly Bazoer
- Sheraldo Becker
- Donny van de Beek
- Léon Bergsma
- Teun Bijleveld
- Jordi Bitter
- Stan van Bladeren
- Daley Blind
- Ilan Boccara
- Diederik Boer
- Yoram Boerhout
- Chahine van Bohemen
- Nicolai Boilesen
- Nick de Bondt
- Branco van den Boomen
- Sven Botman
- Reda Boultam
- Rayane Bounida
- Aaron Bouwman
- Julian Brandes
- Brian Brobbey
- Damian van Bruggen
- Jordy Bruijn
- Ethan Butera

## C
- Jenno Campagne
- Mateo Cassierra
- Geoffrey Castillion
- Václav Černý
- Rida Chahid
- Nassef Chourak
- Jasper Cillessen
- Pelle Clement
- Francisco Conceição

## D
- Danilo Pereira da Silva
- Damil Dankerlui
- Mohamed Daramy
- Vince Gino Dekker
- Patrickson Delgado
- Stefano Denswil
- Sergiño Dest
- Mitchell Dijks
- Danilho Doekhi
- Kasper Dolberg
- Damjan Dostanić
- Terrence Douglas
- Lerin Duarte

## E
- Shedrach Ebite
- Carel Eiting
- Jurgen Ekkelenkamp
- Zakaria El Azzouzi
- Anwar El Ghazi
- Abdel Malek El Hasnaoui
- Adham El Idrissi
- Issam El Maach
- Aschraf El Mahdioui
- Jay Enem
- Eyong Enoh

## F
- Jan Faberski
- Juan Familia-Castillo
- Viktor Fischer
- Kian Fitz-Jim
- Zian Flemming
- Carlos Forbs

## G
- Anton Gaaei
- Liam van Gelderen
- Giovanni
- Mika Godts
- Tristan Gooijer
- Jay Gorter
- Olaf Gorter
- Tom de Graaff
- Danzell Gravenberch
- Ryan Gravenberch
- Indy Groothuizen

## H
- Sontje Hansen
- Mickey van der Hart
- Jorrel Hato
- Jasper ter Heide
- John Heitinga
- Sam Hendriks
- Alvaro Henry
- Rio Hillen
- Kristian Hlynsson
- Danny Hoesen
- Marvin Höner
- Mike van der Hoorn

## I
- Stanis Idumbo Muzambo
- Mohamed Ihattaren

## J
- Dies Janse
- Victor Jensen
- Lucas Jetten
- Diyae Jermoumi
- Dennis Johnsen
- Jinairo Johnson
- Frenkie de Jong
- Siem de Jong

## K
- David Kalokoh
- Joeri de Kamps
- Ahmetcan Kaplan
- Neraysho Kasanwirjo
- Boy Kemper
- Sinan Keskin
- Ricardo Kishna
- Jeppe Kjær
- Davy Klaassen
- Justin Kluivert
- Robert van Koesveld
- Don-Angelo Konadu
- Dominik Kotarski
- Sten Kremers
- Rasmus Nissen Kristensen
- Tim Krul
- Mohammed Kudus
- Nicolas Kühn
- Bas Kuipers

## L
- Kostas Lamprou
- Noa Lang
- Terry Lartey Sanniez
- Boban Lazić
- Benjamin van Leer
- Peter Leeuwenburgh
- Nathan Leyder
- Ruben Ligeon
- Matthijs de Ligt
- Enric Llansana
- Stanislav Lobotka
- Lorenzo Lucca

## M
- Eros Maddy
- Sivert Mannsverk
- Stefan Marinković
- Ar'Jany Martha
- Derwin Martina
- Azor Matusiwa
- Noussair Mazraoui
- Dejan Meleg
- Alex Méndez
- Queensy Menig
- Luca Messori
- Mateja Milovanović
- Arkadiusz Milik
- Damon Mirani
- Gabriel Misehouy
- Niklas Moisander
- Jorthy Mokio
- Xavier Mous
- Robert Murić
- Nordin Musampa

## N
- David Neres
- Sven Nieuwpoort
- Tom Noordhoff
- Abdelhak Nouri
- Ché Nunnely

## O
- Don O'Niel
- Lyfe Oldenstam
- André Onana
- Luis Manuel Orejuela
- Leeroy Owusu

## P
- Sebastian Pasquali
- Ryan van de Pavert
- Kik Pierie
- Jaymillio Pinas
- Joshua Pynadath

## R
- Calvin Raatsie
- Diant Ramaj
- Christian Rasmussen
- Youri Regeer
- Daan Reiziger
- Devyne Rensch
- Paul Reverson
- Ricardo van Rhijn
- Jaïro Riedewald
- Julian Rijkhoff
- Joey Roggeveen
- Gerónimo Rulli

## S
- Lesly de Sa
- Anass Salah-Eddine
- Tobias Sana
- Davinson Sánchez
- Yaya Sanogo
- Raphaël Sarfo
- Mauro Savastano
- Kjell Scherpen
- Maurits Schmitz
- Szabolcs Schön
- Lasse Schöne
- Robin Schouten
- Perr Schuurs
- Thulani Serero
- Charlie Setford
- Tommy Setford
- Darren Sidoel
- Kaj Sierhuis
- Kolbeinn Sigþórsson
- Daley Sinkgraven
- Steven van der Sloot
- Shaquill Sno
- Dean Solomons
- Rico Speksnijder
- Fabian Sporkslede
- Sean Steur

## T
- Benjamin Tahirović
- Tunahan Taşçı
- Kenneth Taylor
- Kenny Tete
- Leo Thethani
- Jurriën Timber
- Quinten Timber
- Lassina Traoré

## U
- Precious Ugwu
- Emre Ünüvar
- Naci Ünüvar

## V
- Bruno Varela
- Joël Veltman
- Mark Verkuijl
- Kenneth Vermeer
- Vincent Vermeij
- Nick Verschuren
- Neal Viereck
- Nick Viergever
- Skye Vink
- Melvin Vissers
- Milan Vissie
- Silvano Vos

## W
- Max de Waal
- Ezra Walian
- Wang Chengkuai
- Django Warmerdam
- Donny Warmerdam
- Heiko Westermann
- Dani de Wit
- Mees de Wit
- Maximilian Wöber
- Kayden Wolff

## Y
- Gibson Yah
- Saku Ylätupa
- Amin Younes

## Z
- Deyovaisio Zeefuik
- Niki Zimling
- Richairo Živković